# Chamszyk Kambijew
Chamszyk Matgierijewicz Kambijew (ros. Хамшик Матгериевич Камбиев, ur. 1896 w miejscowości Karmowo w obwodzie terskim, zm. 1937) – radziecki działacz partyjny i państwowy.

## Życiorys
Od 1919 należał do RKP(b), 1926-1927 kierował Karaczajo-Czerkieskim Obwodowym Oddziałem Edukacji Narodowej, później do 1937 był przewodniczącym Komitetu Wykonawczego Rady Obwodowej Czerkieskiego Obwodu Autonomicznego. W 1937 został aresztowany na fali wielkiej czystki i następnie rozstrzelany.